# Förhandlaren
Förhandlaren (originaltitel: The Negotiator) är en amerikansk thrillerfilm från 1998 i regi av F. Gary Gray. Huvudrollen spelas av Samuel L. Jackson.

## Handling
Danny Roman (Jackson) är en mycket erfaren och skicklig gisslanförhandlare vid polisen. 
När Romans partner Nate undersöker och avslöjar att flera av deras kollegor stulit pengar från polisens pensionsfond blir han mördad. Roman blir anklagad för mordet och i ett desperat försök att rentvå sitt namn 
tar han flera personer som gisslan på polisens internservice. 
Danny begär att förhandlaren Chris Sabian (Kevin Spacey) som jobbar i ett annat område kommer till platsen. Nu måste dem samarbeta då flera av poliserna vill döda Roman för att han inte ska få reda på sanningen om mordet på Nate.

## Rollista (i urval)
- Samuel L. Jackson – Danny Roman
- Paul Guilfoyle – Nathan "Nate" Roenick
- Kevin Spacey – Chris Sabian
- David Morse – Adam Beck
- Ron Rifkin – Grant Frost
- John Spencer – Al Travis
- J.T. Walsh – Terence Niebaum
- Siobhan Fallon – Maggie
- Paul Giamatti – Rudy Timmons
- Regina Taylor – Karen Roman
- Bruce Beatty – Markus
- Michael Cudlitz – Palermo
- Carlos Gómez – Eagle
- Tim Kelleher – Argento
- Dean Norris – Scott
- Nestor Serrano – Hellman